# شارع السردين المعلب
شارع السردين المعلب (بالإنجليزية: Cannery Row) رواية للكاتب الأمريكي جون ستاينبيك صدرت عام 1945. يصف الكاتب فيها حياة ومعاناة العمال في معامل تعليب السردين في مدينة مونتيري (كاليفورنيا).
تم عرض الرواية كفيلم عام 1982 وعلى المسرح تم عرضها عام 1995

## الحبكة
التعليب للساردين مبني على فرضية بسيطة، تحاول ماك وأصدقائه أن تفعلوا شيئا لطيفا لصديقهم دوك، والذي كان لطيفا معهم من دون طلب الشكر أو رد الجميل. ماك يريد الوصول إلى فكرة أنه ينبغي أن رد الشكر والعرفان إلى الجمعية، والدخول إلى الجمعية قبل نفاذ وقت والتسجيل بها. لسوء الحظ يحتدم بعا وتصبح بلا سيطرة أو إدارة، ودوك يتدمر بيته ومختبره ومزاجه أيضا. بيذل جهده لاصلاح التخريب واعادة الامر إلى شكله الجيد السابق، ماك والاولاد يقررون الذهاب إلى جمعية أخرى لكي يضلو بالعمل.

## الشخصيات

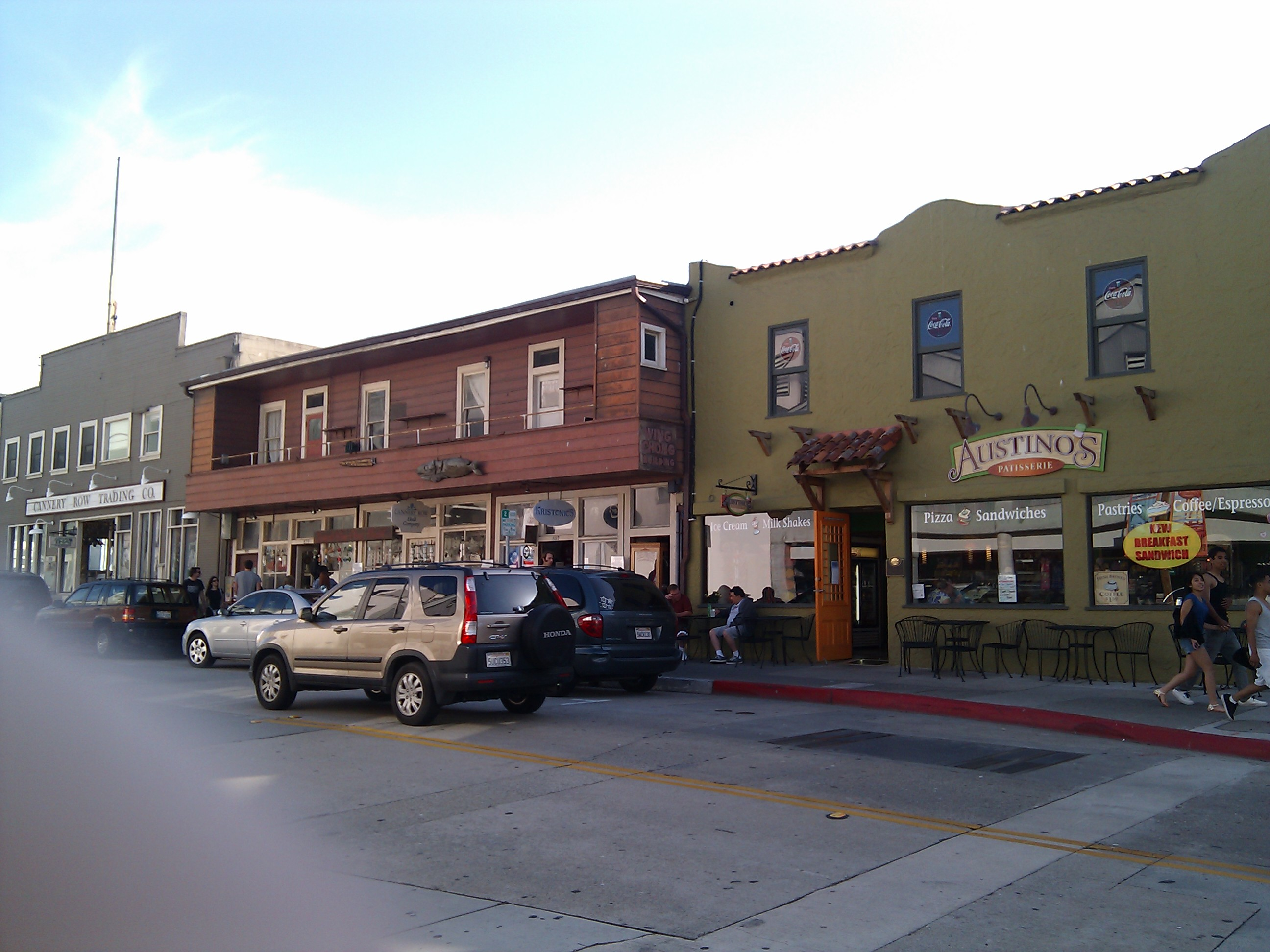
صف تعليب مونتيري

### لي تشونغ
لي تشونغ هو المالك الصيني الحكيم والمسؤول عن مخزن البقالة في الحي المعروف باسم «بقالة الزهرة السماوية لصاحبها لي تشونغ». «كانت الدكان تفتح أبوابها مع الفجر ثم لا تُغلقها إلا بعد أن تُنفقَ آخر قطعة مطوِّفة مستهترة من فئة العشرة السنتات، أو تؤوي إلى مضجعها. وليس مردّ ذلك إلى أن لي تشونغ كان طمّاعًا شرِهًا. لا، إنه لم يكن كذلك، ولكن إذا كان ثمّة من يرغب في إنفاق المال فإنه رهنُ خدمته». «أمّا ما الذي كان يصنعه بالمال فذلك ما ليس يعلمه أحد. لعلّه لم يكن يحصل عليه. ولعلّ ثروته كانت منحصرة في الفواتير غير المدفوعة. ولكنه كان يعيش عيشًا رغدًا، وكان يحظى باحترام جيرانه جميعًا».

### دوك
دوك هو عالم الأحياء البحرية الذي يدرس الكائنات البحرية ويجمعها من جميع أنحاء ساحل كاليفورنيا. يتم الحفاظ على معظم هذه الكائنات بطريقة ما وتُرسل في جميع أنحاء البلاد إلى الجامعات والمختبرات والمتاحف. «في ميسورك أن تلتمس كل شيء حيّ في المختبر البيولوجي الغربي فتفوز به عاجلًا أو آجلًا». يوصف دوك بأنه «ضئيل الجسم إلى حدٍّ خادع» لأنه صلب العود وقويّ جدًا، ولأنه ما إن يعصف به الغضب حتى يغدو ضاريًا. إن له لحية غريبة للغاية وغير دارجة في ذلك الوقت، ويحظى بجاذبية كبيرة. «يرفع دوك قبعته احترامًا للكلاب حين يمرّ بها قائدًا سيارته، فتتطلّع الكلاب إليه وتبسم في وجهه». دوك أيضًا أذكى رجل في شارع السردين المعلّب، ومهتم بمعرفة شيء عن كل شيء. وكتب ستاينبيك: «وكان من دأب دوك أن يستمع إلى أيّما ضرب من الهراء ويحوّله لك إلى ضرب من الحكمة. كان عقله لا أفق له». «وكان كل من عرفه مدينًا له، وكل من يفكّر فيه يُتبع تفكيره بالقول: ”يتعيّن عليّ أن أفعل شيئًا حسنًا من أجل دوك“».
استوحى ستاينبيك شخصية دوك من صديقه إد ريكيتس، وأهدى له الرواية أيضًا. كان ريكيتس عالِم أحياء بحرية مشهورًا وهو الشخص الذي أثار اهتمام ستاينبيك بالموضوع. يعد مختبر دوك البيولوجي الغربي إشارة إلى مختبرات ريكيتس البيولوجية على المحيط الهادئ، والتي كانت تقع في شارع السردين المعلّب 800 من عام 1928 إلى عام 1948.

### دورا فلاد
دورا هي صاحبة ومديرة مطعم بير فلاغ، إذ تمتلك عقلًا تجاريًا لامعًا بالإضافة إلى روحها القوية. على الرغم من حقيقة أنها تدير ماخورًا، إلا أنها تلتزم بمعايير معينة، فهي تدير بيتًا قديمًا ذا سعر موحّد، ولا تبيع المسكرات القوية، ولا تجيز الأحاديث الصارخة أو المبتذلة في بيتها. دورا أيضًا لطيفة مع أولئك الذين يساعدونها، ولم تتحول مطلقًا إلى امرأة كبيرة في السن أو عاجزة عن العمل: «على الرغم من أن بعضهن لا يغوين ثلاثة غلمان كل شهر، ومع ذلك فهن ما يفتأن يتناولن ثلاث وقعات من الطعام كل يوم». كونها تدير أمورًا غير قانونية، يتعيّن على دورا أن «تخضع للقوانين ضعف» خضوع أيّما شخص ثانٍ وأن «تضطر إلى أن تصطنع الإحسان وتغلو فيه» أكثر من أي شخص في شارع السردين المعلّب. فعندما يكون متوسط التبرع لحفلة رجال الشرطة الخيرية دولارًا واحدًا، يُطلب من دورا أن تتبرّع بـ 50 دولارًا. «والشيء نفسه يصحّ في كل شيء آخر، ففي التبرعات للصليب الأحمر، وصندوق الإسعاف، ومنظمة الكشّافة، تتوَّج لوائح التبرعات كلها بأجور الخطيئة القذرة غير المذاعة وغير المطنطن بها». خلال أحلك أيام الكساد الكبير، سدّدت دورا فواتير البقالة للناس وأطعمت أطفالهم. تدير دورا مشروعًا يلعب دورًا مهمًا في مجتمع شارع السردين المعلّب. تعدّ دورا بشكل مثير للجدل الشخصية الأكثر نجاحًا في الكتاب.

### ماك
ماك رجل يبلغ من العمر 48 عامًا، يوصف بأنه «العجوز والقائد والمرشد والمستغل إلى حدٍّ ما لمجموعة صغيرة من الشبّان يجمعهم قاسم مشترك هو أنهم لا ينتمون لعائلة ولا يملكون مالًا وطموحاتهم لا تتجاوز الطعام والشراب والقناعة. في حين إن معظم الرجال الذين خاضوا رحلة بحثهم عن القناعة دمروا أنفسهم وأصابهم الإرهاق قبل أن يبلغوا أهدافهم، دنا ماك ورفاقه من القناعة عن غير قصد، وبهدوء، واستوعبوها برفق». يشعر ماك بقليل من الندم حيال الكذب أو السرقة أو الاحتيال، لكن نواياه طيبة عمومًا، لذلك يمكنه تبرير تصرفاته وتصرفات أصدقائه بأنها وسيلة لتحقيق الغاية. يقال إنه ذكي للغاية و«بمقدوره أن يكون رئيسًا لو أراد ذلك». يُعرف هو ومجموعته من الرفاق بين الجميع باسم «ماك والشبّان» ويقضون جُلّ وقتهم في مخزن مهجور يسمونه «بالاس فلوبهاوس أند غريل».

## التلقي النقدي
عُدَّت رواية شارع السردين المعلب لجون شتاينبك واحدة من أبرز أعماله التي تمثل تحوّلاً في مسيرته من الواقعية الاجتماعية الصارمة إلى أسلوب يمزج بين التأمل الفلسفي والسرد الرمزي. منذ صدورها عام 1945، تلقت الرواية ترحيباً نقدياً واسعاً، لا سيما لقدرتها على تصوير حياة المهمشين بإنسانية ودفء، متجنبة السرد المأساوي المباشر الذي طبع أعمال شتاينبك السابقة مثل عناقيد الغضب.
يحتفي النقاد بجمال الأسلوب في الرواية، حيث تمتزج الفكاهة بالتعاطف، ويتحول السرد إلى ما يشبه سيمفونية مصغرة تحتفي بالبشر البسطاء وحيواتهم اليومية. يرى إدموند ويلسون، أحد أعمدة النقد الأدبي الأمريكي، أن شتاينبك في هذه الرواية "أعاد الاعتبار للفئات التي يتجاهلها الأدب الرسمي، دون أن يسقط في فخ الرثاء أو التمجيد".
كما أثار استخدام شتاينبك للبنية السردية المفتتة—حيث تتوزع الرواية على مشاهد قصيرة تبدو غير مترابطة للوهلة الأولى—اهتمام دارسي الأدب. فقد فسّر بعض النقاد هذا البناء بوصفه استعارة لبنية الحيّ ذاته: "شارع السردين"، حي الصيادين والسكارى والعاهرات، الذي تتوزع فيه الحياة على مشاهد متفرقة، لكنها تشكل نسيجاً اجتماعياً واحداً.
ومن الناحية الموضوعية، ركّزت القراءات النقدية على صورة الدكتور "دوك" كبطل بديل، يمثل العقلانية والعلم والرحمة، في مقابل شخصيات تغلب عليها الفوضى والسعي للمتعة. كما اعتُبر "دوك" إسقاطاً ذاتياً للكاتب، الذي كان مهتماً بعلم الأحياء البحرية.
في العالم العربي، لم تلقَ الرواية شهرة أعمال شتاينبك الكبرى، لكن ترجماتها المتأخرة ساهمت في إدخالها ضمن الدراسات الجامعية للأدب الأمريكي. في إحدى القراءات النقدية العربية، يصف الدكتور محمد شاهين الرواية بأنها "مرآة للحنين الأميركي إلى البساطة الضائعة، ولكن عبر منظور نقدي لعلاقة الإنسان بالطبيعة والمجتمع".
أما في السياق العالمي، فثمّة دراسات قارنت الرواية بأعمال كتاب آخرين تناولوا المجتمعات الساحلية أو المهمشة، مثل تشارلز بوكوفسكي، لكن النقاد ميّزوا شتاينبك بقدرته على التوفيق بين السخرية والرحمة.
من الانتقادات الموجهة للرواية أنها تسوّي الطبقات الاجتماعية من خلال "رومانسية الفقر"، بحيث تُعرض حياة المهمشين بشكل مثالي يبتعد عن المعاناة الواقعية. كما يرى بعض النقاد أن تصوير النساء في الرواية ينطوي على نمطية وتقليل من العمق السيكولوجي.
مع ذلك، ظلّت شارع السردين المعلب تحظى بمكانة مميزة في النقد الأدبي؛ فقد دُرست في سياقات ما بعد الحرب العالمية الثانية كأداة لفهم التحولات المجتمعية في أميركا، وأعيد قراءتها في ضوء المناهج البيئية والأدب النسوي.
وفي المحصلة، فإن الرواية تكشف عن موهبة شتاينبك في صنع الأدب من اليومي والعابر، دون إسراف في التنظير أو الادعاء، مما يبرر استمرارها في البرامج التعليمية والبحثية حول العالم.

## الاقتباس الفني
تحولت رواية شارع السردين المعلب إلى عمل سينمائي بعنوان Cannery Row صدر عام 1982، وهو فيلم درامي رومانسي من إنتاج هوليوود. أخرج الفيلم ديفيد س. وورد (David S. Ward)، وقام ببطولته كل من نيك نولت (Nick Nolte) في دور "دوك"، وديبرا وينغر (Debra Winger) في دور "سوزي".
استند الفيلم إلى رواية شارع السردين المعلب لكنه دمج أيضًا عناصر من رواية شتاينبك التالية Sweet Thursday التي صدرت عام 1954 وتُعد تتمة للأولى. حاول الفيلم استعادة أجواء الرواية الأصلية، مع الحفاظ على شخصياتها الأساسية، لكنه لم يحقق نجاحًا تجاريًا ملحوظًا عند صدوره، رغم أن النقاد أشادوا بأداء الممثلين وأجواء الفيلم البصرية.

## روابط خارجية
- شارع السردين المعلب على موقع الموسوعة البريطانية (الإنجليزية)

لا توجد روابط لمواقع التواصل الاجتماعي.